# Enrique Metinides

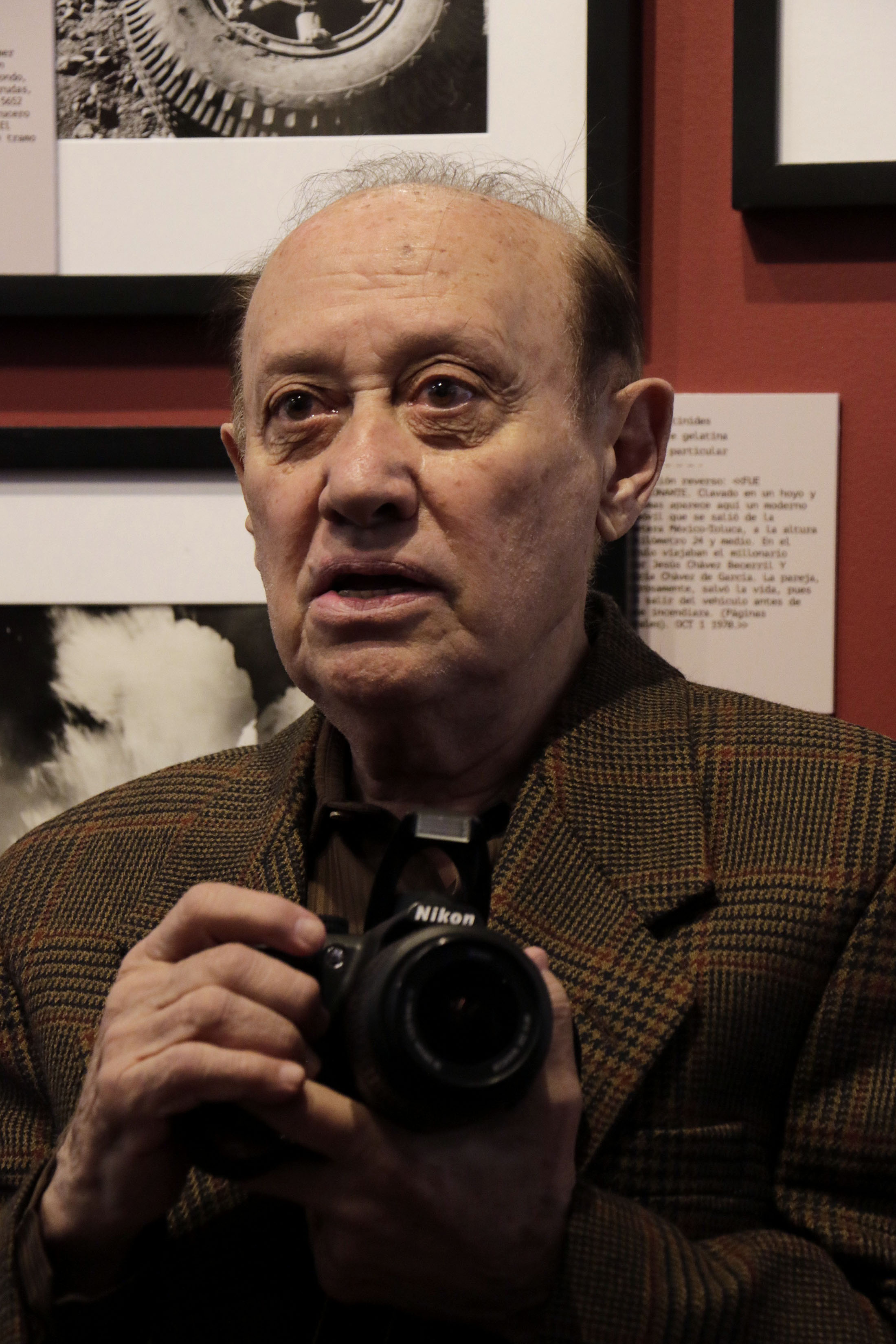
Enrique Metinides, 2017

Jaralambos Enrique Metinides Tsironides (* 12. Februar 1934 in Mexiko-Stadt; † 10. Mai 2022 in Mexiko) war ein mexikanischer Fotograf, bekannt für seine oft schockierenden Bilder vom Leben in Mexiko-Stadt.

## Leben
Enrique Metinides stammte aus einer Familie griechischer Einwanderer.
Im Alter von 12 Jahren veröffentlichte er sein erstes Foto einer Leiche, was ihm den Spitznamen „El Niño“ („der Bub“) einbrachte. Ein Jahr später arbeitete er als unbezahlter Praktikant für den Kriminal-Reporter der La Prensa und damit begann eine Karriere als Fotograf. Von 1949 bis 1979 schoss er für die Nota Roja („Blutige Nachrichten“) der mexikanischen Boulevardzeitungen Bilder von Verbrechen, Morden, Flugzeugabstürzen und anderen Katastrophen.

## Werk
Seine krasse Darstellung der harschen Wirklichkeit des Großstadtlebens wird oft verglichen mit dem Werk des Amerikaners Weegee.
Metinides’ Arbeiten wurden in zahlreichen Galerien ausgestellt, darunter La Casa de América, Madrid; Central de Arte  Guadalajara, Mexiko; The Photographers Gallery, London, und die Anton Kern Gallery, New York.
Er lebte und arbeitete in Mexiko-Stadt.